# Неутронска звезда
Неутронска звезда је врста звезде, или прецизније звезданог остатка, која може да настане услед гравитационог урушења масивне звезде током супернове. Неутронске звезде су сачињене готово искључиво од неутрона, субатомских честица без наелектрисања и готово исте масе као протон. Ове звезде имају велику температуру (око милион Келвина) због велике густине, а даље урушавање звезде је онемогућено услед Паулијевог принципа искључења. Овај принцип говори да две честице (у овом случају два неутрона) не могу да истовремено буду у истом квантом стању. Неутронске звезде су прво теоријски предвиђене 1933. од стране Валтера Бадеа и Фрица Цвикија, а пронађене су 1967. године као пулсари.
Неутронске звезде имају масу истог реда величине као и Сунце. Њихова величина (полупречник) је реда величине 10 km, тј. 70000 пута су мање од Сунца. Тако је маса неутронске звезде садржана у запремини приближно 1014 пута мањој него што је Сунчева, а средња густина масе може бити 1014 пута већа него густина Сунца. Тако густа материја се не може произвести у лабораторији. Неутронске звезде су најгушћи познати објекти. То одговара густини атомског језгра. Тако да се и неутронска звезда се може сматрати огромним атомским језгром, везаним гравитационом силом.
Због њене мале величине и велике густине, неутронска звезда поседује површинско гравитационо поље које је за 2×1011 веће од Земљиног. Једна од мера за гравитацију је и излазна брзина, тј. брзина коју треба дати неком телу да би оно могло изаћи из гравитационог поља у бесконачност. За неутронску звезду такве брзине су типично око 100.000 km/s, што чини 1/3 брзине светлости. Обратно: тело које пада на површину неутронске звезде би се сударило са звездом такође при брзини од 100.000 km/s. Са људског гледишта, ако би просечно људско биће дошло у додир са неутронском звездом, сударили би се тако жестоко да би то произвело нуклеарну експлозију од 100 мегатона.
Неутронске звезде су једне од неколико могућих крајњих тачака еволуције звезда, па се понекад зато и зове мртвом звездом. Настају при експлозији супернове као остатак масивне звезде (супернова типа II или Ib), или као остатак урушавајућег белог патуљка од супернове типа Ia. Неутронске звезде су обично пречника око 20 km и имају масу која је за 1,4 пута већа од Сунчеве (Чандрасекарова граница, испод које би уместо тога биле бели патуљци), али и мању масу од око 3 масе Сунца (иначе би биле црне рупе), те се окрећу врло брзо (једна револуција може трајати чак од 30 секунди до стотине секунди).
Материја на површини неутронске звезде се састоји од нуклеуса и јонизованих електрона. Звездина „атмосфера” је око 1 m дебљине, испод које се налази чврста „кора”. У унутрашњости се налази језгро са растућим бројем неутрона. Такви нуклеуси би се брзо распали на Земљи, али се одржавају у стабилном стању захваљујући великим притисцима. Још дубље, налази се тачка звана тачка неутронског цурења где слободни неутрони истичу из језгра. У овој области постоје језгра, слободни електрони и слободни неутроне. Нуклеуси постају све мањи и мањи све док не досегну језгро, према дефиницији тачке где заједно нестају. Тачна природа супергусте материје у језгру још није сасвим разјашњена. Неки истраживачи означавају ову теоретску материју као неутронијум, мада овај термин може довести у недоумицу и чешће се користи у научној фантастици. То може бити супертечна мешавина неутрона са неколико протона и електрона, али и друге високоенергетске честице попут пиона и каона могу бити присутне, па чак и субатомска кваркна материја. Ипак таква запажања још нису отишла далеко и нису доказана.

## Настанак
Неутронске звезде су један од могућих крајњих стадијума звездане еволуције. У експлозији супернове језгро звезде се урушава и настаје звездани објекат доста мање масе у односу на масу првобитне звезде. Неутронске звезде имају масу од 1,4 до приближно 3 масе Сунца. Звездани остаци масе испод Чандрасекарове границе (1,4 масе Сунца) су бели патуљци, а са преко 3 масе Сунца настају црне рупе.
Приликом експлозије супернове, језгро звезде које се урушава и од којег настаје неутронска звезда задржава велики део свог угаоног момента. Како сад има само мали део свог некадашњег пречника, новонастала неутронска звезда има веома велику брзину окретања. Распон периода окретања код ових звезда се креће од 1,4 милисекунде до 30 секунди.
Услед зрачења енергије на рачун окретне енергије, неутронска звезда временом полако успорава своје окретање. Брзина успоравања је изузетно мала, и износи од 10-12 до 10-12 секунди по веку. Спорије успоравају неутронске звезде са слабијим магнетским пољем.

## Својства
Неутронске звезде имају масу већу од 1,4 масе Сунца, а њихов пречник је реда величине 10 km, тј. око 70.000 пута мање од пречника Сунца. Ово значи да је средња густина 1014 пута већа од Сунчеве. Једна кашичица материја са неутронске звезде (5 милилитара) би имала масу од 5×1012 килограма, тј. око 15 пута већу масу од масе свих живих људи на планети.
Како ови објекти имају звездане масе, а јако мале пречнике, њихово гравитационо поље је изузетно снажно. Космичка брзина, која говори колика је потребна брзина тела да би се оно ослободило гравитационог утицаја небеског тела, за неутронске звезде износи око 100.000 km/s, што је трећина од брзине светлости. Тело које би пало са висине од само једног метра, ударило би површину неутронске звезде брзином од око 2000 km/s.
Температура унутар новонастале неутронске звезде је преко 100 милијарди Келвина. Ипак, огроман број неутрина које ова звезда у почетку одашиље брзо односи велики део енергије, тако да се температура за свега неколико година спушта на око милион Келвина. И при толикој температури, највећи део зрачења звезда одашиље у области икс зрака. Што се тиче видљиве светлости, приближно иста енергија се зрачи у свим деловима видљивог спектра тако да неутронска звезда изгледа бела кад се посматра у видљивом делу спектра.

## Откриће
Године 1932. Сер Џејмс Чедвик (енгл. Sir James Chadwick) је открио неутрон, нову субатомску честицу, за чега је добио Нобелову награду 1935. године.
Свега годину дана касније, 1933. године, Валтер Баде и Фриц Цвики су претпоставили постојање звезде састављене од неутрона. Трагајући за објашњењем настанка супернове, мислили су да оне стварају звезде сачињене од неутрона. Супернове су звезде које се изненада појављују на небу и које могу својим сјајем обасјавати целу галаксију данима и седмицама. Баде и Цвики су коректно претпоставили да ослобађање гравитационе енергије везе неутронских звезда покреће супернову: „У процесу настанка супернове маса се увелико поништава”. Ако централни део масивне звезде пре њеног сажимања садржи нпр. 3 соларне масе, неутронска звезда од 2 соларне масе се не може формирати. Енергија везе E такве неутронске звезде, када се изражава у јединицама масе преко израза , је једнака 1 соларној маси. Ово је коначно енергија која покреће супернову.
Године 1967. Џоселин Бел (енгл. Jocelyn Bell) и Ентони Хјуиш (енгл. Antony Hewish) су открили радио-пулсеве неког пулсаре, и тиме потврдили претпоставку о постојању неутронских звезда. То је касније протучамчено да води порекло од изоловане, окретне, неутронске звезде. Извор енергије је енергија окретне неутронске звезде. Највећи број познатих неутронских звезда су овог типа.
Године 1971. Рикардо Ђиакони, Херберт Гурскy, Ед Келог, Р. Левинсон, Е. Шрајер и Х. Тананбаум су открили пулсирања с периодом од 4,8 s у извору рендгенског зрачења у сазвежђу Кентаур, Ken X-3. Они су ово протумачили као исход окретања ужарене неутронске звезде у орбити око друге звезде. Извор енергије је гравитациони и происходи из „кише” гаса која пада на површину неутронске звезде.

## Посебне врсте неутронских звезда
- Распршивач X-зрака - неутронска звезда са двојним пратиоцем мале масе из које се материја гомила што проузрокује неправилна распршења енергије са површине неутронске звезде.
- Пулсари - неутронска звезда чија оса магнетног поља после сваке ротације се упери ка Сунчевом систему, тако да ми добијамо правилно периодичне импулсе зрачења са ове звезде. Каже се да су пулсари свемирски светионици.
- Магнетари - неутронска звезда са изузетно јаким магнетским пољем, које одашиље највише зрака у гама спектру.

Неутронске звезде се окрећу екстремно брзо након њиховог стварања услед одржања угаоног момента; као што клизач на леду покреће своје руке, па се споро окретање првобитног звездиног језгра убрзава док се она скупља. Новонастала неутронска звезда може да се окреће и до неколико пута у секунди, а понекад, када орбитирају око друге звезде и када су у стању да гомилају материју из ње, могу је повећавати и до неколико хиљада пута у секунди, мењајући облик у спљоштени сфероид упркос њиховој сопственој огромној гравитацији (екваторијално испупчење). 
Временом неутронске звезде успоравају своје кретање, јер њихова окретна магнетна поља зраче енергију; старијим неутронским звездама треба неколико секунди или минута за сваку револуцију. Брзина при којој неутронска звезда успорава своје окретање је обично стална и веома мала: уочене брзине су око 10-12 и 10-19 секунди за сваки век. Другим речима, неутронска звезда која сада окреће за 1 s ће се окретати 1,000000000001 s након једног века. Понекад неутронска звезда претрпи грешку: брзо и неочекивано повећање њене брзине окретања (исте екстремно мале величине док се константа успорава). Грешке се сматрају ефектима унутрашњег преслагања материје која сачињава неутронску звезду, нешто попут звезданих потреса (звездотреса). Такав звездани потрес би се регистровао као потрес јачине 20 или 25 степени Рихтерове скале. 
Неутронске звезде такође имају врло јака магнетна поља која су око 1012 јача од Земљиних. Неутронске звезде могу „пулсирати” због електрона који се убрзавају у близини магнетних полова, а који се не сврставају у ред са осом окретања звезде. Ови електрони путују према спољној страни из неутронске звезде, све док не досегну тачку у којој би били присиљени да путују брже од брзине светлости да би се још окретали око звезде. На овом полупречнику, електрони се морају зауставити, те ослободити нешто од своје кинетичке енергије у облику X-зрака или гама-зрака. Спољни посматрачи виде ове пулсеве зрачења кад је видљив и магнетни пол. Пулсеви долазе истом брзином којом се окреће и неутронска звезда, па се стога појављују периодично. Неутронске звезде које емитирају такве пулсеве се зову пулсари.
Када су пулсари први пут откривени, брза временска скала радио-пулсева (око 1 s, ретко у астрономији данас), се сматрала да је узрокована од стране земаљске интелигенције (какви су сигнали фармерске електричне ограде) или ванземаљске интелигенције, која се касније у шали тумачила као LGM-1, тј. Little Green Man (Мали зелени људи). Високо регуларни дијаграм пулсева који је обелодањен након неколико недеља опсервација је брзо искључио ову опцију. Настављена регуларност након много месеци је била најизнуђенији аргумент за објашњење окрећуће неутронске звезде.
Друга класа неутронских звезда су познати као магнетари. Они имају магнетска поља од преко 10 гигатесла јачине, тј. довољно су јаки да могу избрисати кредитну картицу са Сунчеве удаљености и довољно јаки да могу бити кобни и са Месечеве удаљености. Поређења ради, Земљино природно магнетно поље је јачине 50 микротесла, па је на Земљи смртоносно магнетно поље само теоретска могућност. Нека од најјачих поља се производе и користе стварно у медицинском сликању. Мали магнет начињен од реткога неодијума има магнетно поље од 1 тесле, те већина медија који се користе за чување података се може избрисати јачином израженом у милитеслама. 
Процеси у магнетару укључују компликоване линије поља окретања неутронске звезде, све док не постану изузетно густе, што узрокује резонантно магнетно поље.